# 리핑
리핑(ripping)은 컨테이너의 디지털 콘텐츠 중 일부 또는 전체를 추출하는 과정이다. 원래는 아미가 게임에서 음악을 리핑하는 것을 의미했다. 나중에 이 용어는 디지털 오디오 CD로부터 WAV나 MP3 포맷 파일을 추출하는 의미로 사용되었으나 DVD와 블루레이 디스크와 같은 임의의 미디어의 콘텐츠를 추출하는 것에도 적용된다.
컨테이너 밖으로 콘텐츠를 리핑하는 것은 단순히 컨테이너 전체나 파일을 복사하는 것, 즉 사본을 만드는 것과는 차이가 있다. 사본을 만들 때에는 전송된 파일을 주의깊게 살펴보지 않으며 암호화 여부를 검사하지도 않으며 순수 사본은 또한 어떠한 파일 형식인지도 인지되지 않는다. 리눅스 dd 명령어와 같은 프로그램을 통해 바이트별로 DVD 바이트를 하드 디스크로 복사할 수 있으며 출력되는 ISO 파일을 플레이하는 것은 마치 오리지널 DVD를 플레이하는 것과 효력은 동일하다.
디지털 오디오 추출(digital audio extraction)은 오디오 CD의 리핑에 해당하는 형식적인 낱말이다. 또, 복사된 자료는 이따금씩 적절한 코덱을 가지고 압축한다. 리핑은 포맷을 바꾸거나 미디어 콘텐츠를 편집하고 복제하고 백업하는 데 이용하기도 한다. 인터넷에 공개된 미디어 파일들은 "DVD 립"과 같이 립 소스를 이름으로 서술하기도 한다.

## 법적 유효성

### 영국
저작권이 있는 자료를 개인적으로 복사하는 일은 영국에서 불법으로 지정되어 있다. 2009년 조사에 따르면 영국 소비자들 중 59%는 CD를 리핑하는 것이 합법이라고 믿었으며 55%는 이를 용인하였다.

### 캐나다
캐나다 저작권법에 따르면 사용자가 작품을 소유하고 있거나 작품의 사본을 사용할 라이선스가 있거나 사용자가 기술적 보호 장치를 우회하지 않는 한 저작권이 있는 자료의 백업 사본을 만드는 것은 합법이다. 즉, 캐나다에서 DVD를 리핑하는 일은 대체적으로 합법일 가능성이 높다.

## 같이 보기
- 디지털 권리 관리